# Roberto de Espregueira Mendes
Roberto de Espregueira Mendes (1899-1981) foi um engenheiro, político e empresário português.

## Biografia

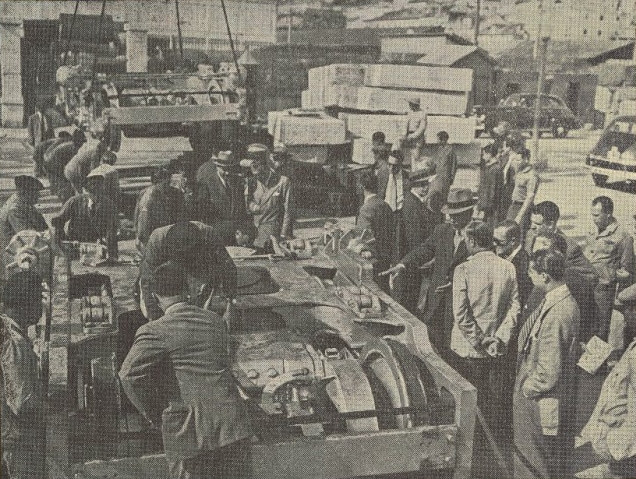
Espregueira Mendes a mostrar aos jornalistas um bogie para uma locomotiva da série DE101-106 (futura série 1500) da Companhia dos Caminhos de Ferro Portugueses, que tinha sido descarregado no Porto de Lisboa, em Portugal, em 11 de Setembro de 1948.

### Carreira profissional
Entrou para a divisão de Minho e Douro dos Caminhos de Ferro do Estado em 1925.
Em 9 de Abril de 1947, alcançou a posição de director-geral na Companhia dos Caminhos de Ferro Portugueses. Em 11 de Janeiro de 1950, partiu para a Holanda, para participar no Congresso dos Directores Gerais dos Caminhos de Ferro na Europa.
Em 11 de Setembro de 1951, inaugurou as reuniões das subcomissões da União Internacional de Caminhos-de-Ferro, realizadas em Sintra.
Em Janeiro de 1953, participou na viagem inaugural das automotoras da Série 0500, que iam fazer os serviços entre Lisboa e o Porto, e em Maio, na apresentação de duas carruagens camas do Sud Expresso. Em 1962, foi um dos deputados da representação desta empresa no Congresso Internacional de Caminhos de Ferro, em Munique, na Alemanha.
Em 1967, deslocou-se a Inglaterra, a convite da Embaixada Britânica, junto com os administradores Oliveira Martins e António de Costa Macedo, para uma visita às fábricas da Rolls-Royce, para tratar de vários assuntos relacionados com as locomotivas a tracção diesel-eléctrica. Em 1968, ano em que deixou de ocupar a posição de director-geral na Companhia, participou nas cerimónias dos Jogos Desportivos Ferroviários, e foi nomeado, pelo Ministério das Corporações e Previdência Social, como vogal numa comissão para a revisão do Acordo Colectivo de Trabalho, naquela altura em vigor na Companhia.
Exerceu igualmente como subsecretário de Estado das Obras Públicas e Comunicações.

## Homenagens
Foi homenageado pela Companhia dos Caminhos de Ferro Portugueses em 1956, por ocasião do 9.º aniversário da sua tomada de posse como director-geral.